# Måske uskyldig
 For alternative betydninger, se Måske uskyldig (flertydig). (Se også artikler, som begynder med Måske uskyldig)
Måske uskyldig (engelsk originaltitel: Presumed Innocent) er en spændingsroman af den amerikanske jurist og forfatter Scott Turow fra 1987. Det er forfatterens debutroman.
Handlingen foregår i det fiktive distrikt, Kindle County i Midwest, USA. Flere af birollefigurerne i denne roman forekommer i senere værker af Turow.

## Plot

### Handling
Rusty Sabich er en amibtiøs offentlig anklager. Hans ægteskab har udviklet sig til et forhold uden spænding, så Rusty indleder et erotisk forhold til kollegaen Carolyn Polhemus. Da Carolyn bliver fundet voldtaget og myrdet, står Rusty i spidsen for opklaringen af sagen, men sporene peger hurtigt mod ham selv som gerningsmand. Rusty forsøger nu at bevise, at han er blevet fanget i en fælde, som muligvis er lagt af en kollega, muligvis af en person, han tidligere har ført retssag imod. Det kan dog heller ikke udelukkes, at Rusty har begået drabet i jalousi, fordi Carolyn har indledt en ny affære, så læseren må gennem mange overvejelser, før intrigen er opklaret.

### Synsvinkel
Handlingen er fortalt i første person, hvilket bl.a. har den effekt, at læseren er nødt til at overveje, om Rusty er troværdig i sin fremstilling af sagen.

## Filmatisering
Bogen er filmatiseret i 1990 med Harrison Ford i hovedrollen.

## Dansk udgave
Forlag: Lindhardt og Ringhof, ISBN 978-87-11-31991-8. Seneste udgave 2008.